# Louis Franchet d'Esperey
Louis Félix Marie François Franchet d’Esperey (Mostaganem, 25. svibnja 1856. – Albi, 3. srpnja 1942.) bio je maršal Francuske i počasni (peti po redu) vojvoda srpske i jugoslovenske kraljevske vojske.
Stupio je u vojničku školu 15. listopada 1874., i po završetku ove dobio je čin potporučnika pješaštva 1. listopada 1876., u satnika je unaprijeđen 28. listopada 1885., za pukovnika 12. srpnja 1903., brigadnog generala 23. ožujka 1908., divizijskog generala 23. ožujka 1912., za maršala Francuske 19. veljače. 1921.
Kao časnik pješaštva bio je vodnik, zapovjednik satnije i zapovjednik bataljuna u pješaštvu do 1899. Za to vrijeme završio je ratnu Akademiju (1882.), i bio je u glavnom stožeru divizije, koja je okupirala Tonkin (1886.) i u glavnom stožeru guvernera Pariza (1889.). Zapovijedao je pukovnijom i brigadom u pješštvu, divizijom (1912.). Član višeg ratnog Savjeta od 1920. Sudjelovao je u kolonijalnim ratovima u zapadnoj Africi, Tunisu, Alžiru. Tonkinu i Ananiu, Kini i Maroku. U Prvom svjetskom ratu (10. rujna 1914. do 31. ožujka 1916.) zapovijedao je francuskom armijom (5), do 29. travnja 1918. grupom armija na francuskoj fronti, a od 9. lipnja 1918 do kraja rata bio je vrhovni zapovjednik savezničkih armija na Solunskom frontu. Pod njegovim zapovijedanjem izvršen je proboj Solunske fronte, izvedeno je proganjanje njemačko-austrijsko-bugarske vojske, zaključen je ugovor o kapitulaciji bugarske vojske i oslobođena Srbija.
Bio je član Francuske akademije, na poziciji 14, u periodu 1934. – 1942.